# Eriophora transmarina
Eriophora transmarina es una especie de araña de la familia Araneidae.

## Localización
Esta especie de araña se distribuye por Australia, Nueva Guinea y Samoa.

## Imágenes

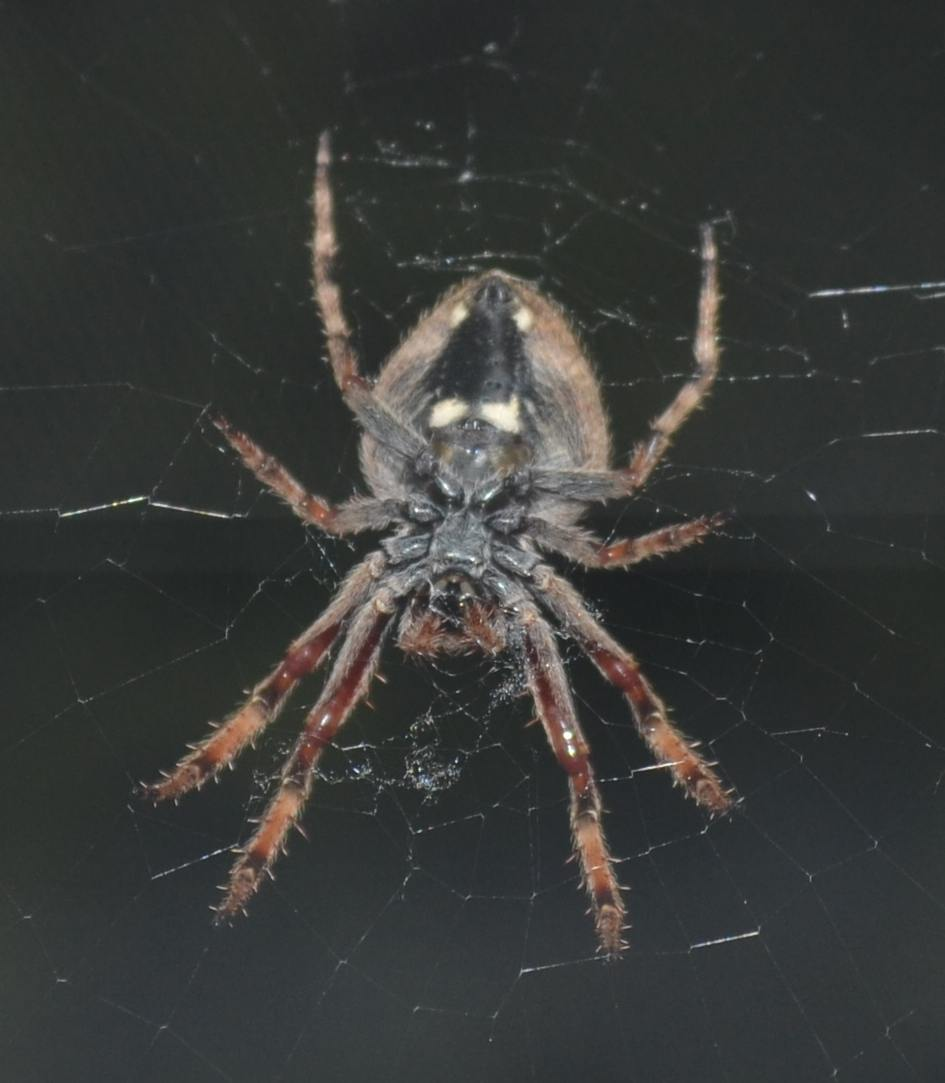
Vista anterior